# 1959 في كندا
فيما يلي قوائم الأحداث التي وقعت خلال عام 1959 في كندا.

## سياسة

### انتهاء فترة المنصب
- 13 فبراير – توماس كينيدي عضو برلمان مقاطعة أونتاريو.

## مواليد

### يناير
- 1 يناير – باربرا كوبر
- 1 يناير – رونالد دانيالس
- 1 يناير – ماري تيريز فورتين ممثلة كندية.

### فبراير
- 5 فبراير – جينيفر غرانهولم سياسية أمريكية كندية.
- 8 فبراير – هنري تشيرني
- 16 فبراير – غوردون هربرت لاعب كرة سلة كندي.

### أبريل
- 17 أبريل – ويليام سامبسون كاتب كندي.
- 25 أبريل – دانيال كاش ممثل كندي.
- 30 أبريل – بول غروس
- 30 أبريل – ستيفن هاربر

### مايو
- 30 مايو – كلوديا ألكسندر عالمة أمريكية في فيزياء الأرض وعلم الكواكب.

### يونيو
- 12 يونيو – ستيف باور درّاج طريق كندي.
- 12 يونيو – سكوت طومسون
- 25 يونيو – روب غونسالفيس فنان كندي.

### يوليو
- 3 يوليو – ديفيد شور
- 25 يوليو – روبيرت فان فورين

### أغسطس
- 29 أغسطس – كريس هادفيلد رائد فضاء كندي.

### نوفمبر
- 4 نوفمبر – كين كيرزينجر
- 5 نوفمبر – براين آدمز

## وفيات

### فبراير
- 13 فبراير – توماس كينيدي (مواليد 1878) سياسي كندي.